# Ла-Бинь
Ла-Бинь (фр. La Bigne) — коммуна во Франции, находится в регионе Нижняя Нормандия. Департамент коммуны — Кальвадос. Входит в состав кантона Оне-сюр-Одон. Округ коммуны — Вир.
Код INSEE коммуны — 14073.

## Население
Население коммуны на 2010 год составляло 197 человек.
| 1962 | 1968 | 1975 | 1982 | 1990 | 1999 | 2010 |
| ---- | ---- | ---- | ---- | ---- | ---- | ---- |
| 179  | 154  | 132  | 154  | 162  | 172  | 197  |

## Экономика
В 2010 году среди 137 человек трудоспособного возраста (15—64 лет) 110 были экономически активными, 27 — неактивными (показатель активности — 80,3 %, в 1999 году было 73,5 %). Из 110 активных жителей работали 95 человек (57 мужчин и 38 женщин), безработных было 15 (8 мужчин и 7 женщин). Среди 27 неактивных 5 человек были учениками или студентами, 10 — пенсионерами, 12 были неактивными по другим причинам.